# Hypnoidus various
Hypnoidus various là một loài bọ cánh cứng trong họ Elateridae. Loài này được Gurjeva miêu tả khoa học năm 1968.